# Adam Miller (hudebník)
Adam Miller je americký zpěvák a kytarista.
Svou kariéru zahájil ve skupině The Vogue. V roce 2001 zahájil činnost původně sólového projektu, později regulérní kapely Chromatics. První singl „Beach of Infants/Steps“ vyšel ještě v tom roce coby Millerův sólový počin, následně se projekt změnil v kapelu, která roku 2003 vydala své první album a do roku 2021 nahrála několik dalších dlouhohrajících desek a EP. Kapelou prošlo více hudebníků, její sestava se ustálila v roce 2005. Svou činnost ukončila v roce 2021. Následně Miller oznámil vydání svého prvního sólového alba (vydaného pod jeho jménem) Gateway (2022). Jde o instrumentální album obsahující osmnáct písní, které vznikly ještě v době, kdy byli Chromatics aktivní. Roku 2023 vydal zpívané extended play Illusion Pool.
V roce 2017 Miller vystupoval v seriálu Twin Peaks.